# Paullinia stipularis
Paullinia stipularis är en kinesträdsväxtart som beskrevs av George Bentham och Ludwig Radlkofer. Paullinia stipularis ingår i släktet Paullinia och familjen kinesträdsväxter. Inga underarter finns listade i Catalogue of Life.